# 藜照书院
藜照书院，位于中国广东省茂名市信宜市镇隆镇八坊村北街口，为茂名市信宜市的一个市级文物保护单位，类型为近现代重要史迹及代表性建筑，公布时间为2000年6月18日。
藜照书院的历史年代为民国。